# Parc des expositions d'Essen
Le parc des expositions d'Essen (Messe Essen) est un complexe destiné aux salons, expositions, foires et autres manifestations événementielles situé à Essen, en Rhénanie-du-Nord-Westphalie, Allemagne. 
Il est l'hôte d'environ 50 foires commerciales chaque année. Avec près de 530 000 visiteurs chaque année, Essen Motor Show, est de loin le plus grand événement qui s'y tient. Les autres importants salons sont le SPIEL, pour les jeux de société, Techno-Classica, Equitana. D'autres foires sont réservées aux professionnels comme Security, l'IPM et E-World.